# Marty Balin
Marty Balin, ursprungligen Martyn Jerel Buchwald, född 30 januari 1942 i Cincinnati, Ohio, död 27 september 2018 i Tampa, Florida, var en amerikansk sångare och gitarrist, mest känd för sina sånginsatser i den psykedeliska rockgruppen Jefferson Airplane.
Balin var den som tillsammans med Paul Kantner formade Jefferson Airplane 1965. Gruppens mest kända hits sjöngs av Grace Slick, men Balin sjöng många av gruppens sånger som till exempel "Plastic Fantastic Lover", "Today", och "Volunteers". Han blev utschasad ur gruppen 1971 efter bråk med Grace Slick, men fick sedan komma tillbaka till Jefferson Starship 1975. Där sjöng han gruppens mest kända låt "Miracles". Han lämnade återigen gruppen 1978.
Han debuterade som soloartist 1981 med albumet Balin (med singlarna "Hearts" och "Atlanta Lady").
Han medverkade även i Jefferson Starship - The Next Generation och spelade in albumet Windows of Heaven 1999.

## Diskografi
Soloalbum
- 1981 – Balin
- 1983 – Lucky
- 1991 – Better Generation
- 1997 – Freedom Flight
- 1999 – Marty Balin Greatest Hits
- 2003 – Marty Balin
- 2008 – Nashville Sessions
- 2009 – Time For Every Season
- 2010 – Blue Highway
- 2011 – The Witcher
- 2015 – Good Memories
- 2016 – The Greatest Love

Med Bodacious DF
- 1973 – Bodacious DF

Med KBC Band
- 1986 – KBC Band

Huvudartiklar: Jefferson Airplane och Jefferson Starship.